# Zabytki powiatu augustowskiego
Zabytki powiatu augustowskiego – lista obiektów położonych na terenie powiatu augustowskiego w woj. podlaskim, wpisanych do rejestru zabytków.
Najważniejszym zabytkiem na terenie powiatu jest Kanał Augustowski, zbudowany w latach 1824-1839, w 2007 uznany za pomnik historii. Najstarszym obiektem jest renesansowo-barokowy kościół pw. Zwiastowania NMP w Krasnymborze z lat 1584-89. Najwięcej zabytków znajduje się w granicach administracyjnych Augustowa (m.in. klasycystyczny kompleks Starej Poczty z 1829 według projektu Henryka Marconiego oraz modernistyczny Dom Turysty z 1939 według projektu Macieja Nowickiego). Wśród zabytków znajdują się też przykłady tradycyjnego drewnianego budownictwa sakralnego (m.in. kościoły w Jaminach, Mikaszówce, Monkiniach, Studzienicznej, kaplica na cmentarzu w Augustowie oraz molenna w Gabowych Grądach).
| Zdjęcie                  | Opis | Adres                     | Miejscowość            | Gmina             | Numer rejestru | Data decyzji          | Współrzędne | Commons |
| ------------------------ | --- | ------------------------- | ---------------------- | ----------------- | -------------- | --------------------- | ----------- | ------- |
|                          | Molenna Wschodniego Kościoła Staroobrzędowego w Gabowych Grądach, drewn., 1948                                                                                    |                           | Gabowe Grądy           | Augustów          | 580            | 10.03.1989            |             | zdjęcia |
|                          | Kościół par. pw. Zwiastowania NMP, pocz. XX (brak decyzji w NID)                                                                                                  |                           | Janówka                | Augustów          | A-979          | 5.10.1993             |             |         |
|                          | Zespół dworski, XIX/XX - dwór, drewn. - park |                           | Netta-Folwark          | Augustów          | 411            | 3.08.1983             |             |         |
|                          | Kaplica przydrożna, drewn., 1859 |                           | Żarnowo Drugie         | Augustów          | A-979          | 7.10.1986             |             |         |
|                          | Układ urbanistyczny (część), 1561-XIX |                           | Augustów               |                   | 76 96          | 26.11.1956 13.11.1980 |             |         |
|                          | Kościół par. pw. Najświętszego Serca Jezusa i św. Bartłomieja | ul. 3 Maja 10             | Augustów               |                   | 564            | 25.02.1987            |             | zdjęcia |
|                          | Cerkiew prawosławna, ob. kościół rzym.-kat. pw. MB Częstochowskiej, k. XIX                                                                                        | Al. Wyszyńskiego 2a       | Augustów               |                   | 563            | 25.02.1987            |             | zdjęcia |
|                          | Cmentarz par. rzym.-kat., 1 ćw. XIX | ul. Zarzecze              | Augustów               |                   | 481            | 5.05.1986             |             | zdjęcia |
|                          | Kaplica grobowa rodziny Truszkowskich, drewn., 1820 | ul. Zarzecze              | Augustów               |                   | 226 565        | 29.10.1966 25.02.1987 |             | zdjęcia |
|                          | Cmentarz żołnierzy radzieckich z II wojny światowej | ul. Zarzecze              | Augustów               |                   | 778            | 14.03.1990            |             | zdjęcia |
|                          | Park miejski, 2 poł. XIX | Rynek Zygmunta Augusta    | Augustów               |                   | A-978          | 6.12.1993             |             |         |
|                          | Poczta, 2 oficyny, 1 poł. XIX | ul. Wybickiego 1          | Augustów               |                   | 110 30         | 12.03.1958 2.05.1979  |             | zdjęcia |
|                          | Dworzec kolejowy, 2 poł. XIX |                           | Augustów               |                   | 364            | 30.06.1975            |             | zdjęcia |
|                          | Dom Turysty, 1939 | ul. Sportowa 1            | Augustów               |                   | 338            | 11.03.1983            |             | zdjęcia |
|                          | Budynek d. Zarządu Portu, drewn., 1829 | ul. 29 Listopada 2        | Augustów               |                   | 227 13         | 24.10.1966 7.02.1979  |             | zdjęcia |
|                          | Budynek d. Zarządu Wodnego z ogrodem, pocz. XX, | ul. 29 Listopada 5        | Augustów               |                   | 343            | 23.06.1973            |             | zdjęcia |
|                          | Dom parafialny, 1889 | ul. 3 Maja 8              | Augustów               |                   | 576            | 16.03.1987            |             |         |
|                          | Dom, k. XIX | ul. 3 Maja 9              | Augustów               |                   | 568            | 16.03.1987            |             | zdjęcia |
|                          | Dom, k. XIX (brak decyzji w NID) | ul. 3 Maja 12             | Augustów               |                   | 569            | 16.03.1987            |             |         |
|                          | Dom "Turka" | ul. 3 Maja 16             | Augustów               |                   | A-340          | 1.04.2011             |             |         |
|                          | Dom, k. XIX | ul. 3 Maja 24             | Augustów               |                   | 570            | 16.03.1987            |             |         |
|                          | Dom, XIX/XX | ul. 3 Maja 30             | Augustów               |                   | 571            | 16.03.1987            |             |         |
|                          | Dom, k. XIX | Rynek Zygmunta Augusta 3  | Augustów               |                   | 572            | 16.03.1987            |             |         |
|                          | Dom, XIX/XX | Rynek Zygmunta Augusta 4  | Augustów               |                   | A-938          | 30.11.1992            |             |         |
|                          | Dom, 1896 | Rynek Zygmunta Augusta 8  | Augustów               |                   | 573            | 16.03.1987            |             |         |
|                          | Dom, XIX/XX | Rynek Zygmunta Augusta 12 | Augustów               |                   | 574            | 16.03.1987            |             |         |
|                          | Dom, 1896 | Rynek Zygmunta Augusta 14 | Augustów               |                   | 575            | 16.03.1987            |             |         |
|                          | Dom, XIX/XX | Rynek Zygmunta Augusta 16 | Augustów               |                   | A-939          | 30.11.1992            |             |         |
|                          | Dom, pocz. XIX | Rynek Zygmunta Augusta 28 | Augustów               |                   | A-947          | 4.02.1993             |             |         |
|                          | Dom, XIX/XX | ul. Wojska Polskiego 2    | Augustów               |                   | 577            | 16.03.1987            |             |         |
|                          | Dom, k. XIX | ul. Wojska Polskiego 7    | Augustów               |                   | 579            | 16.03.1987            |             |         |
|                          | Dom, XIX/XX | ul. Wojska Polskiego 14   | Augustów               |                   | 581            | 16.03.1987            |             |         |
|                          | Zespół Yacht Clubu, 1934-36 - budynek Yacht Clubu - portiernia, drewn. - budynek przystani (po drugiej stronie zatoki) - park leśny                               | Al. Wyszyńskiego 1        | Augustów               |                   | A-1            | 18.08.1999            |             | zdjęcia |
|                          | Kościół pw. MB Szkaplerznej, drewn., 1836, 3 ćw. XIX |                           | Augustów-Studzieniczna |                   | 232            | 25.10.1966            |             | zdjęcia |
| Kaplica w Studzienicznej | Zespół kościoła par. - kościół pw. MB Szkaplerznej, drewn., 1836, 3 ćw. XIX - dzwonnica, drewn. - kaplica Matki Boskiej - cmentarz przykościelny (teren półwyspu) |                           | Augustów-Studzieniczna |                   | 77             | 15.03.1980            |             | zdjęcia |
|                          | Cmentarz par. rzym.-kat., 2 poł. XIX |                           | Augustów-Studzieniczna |                   | 825            | 15.08.1991            |             |         |
| Śluza Paniewo            | Kanał Augustowski z zespołem budowli i urządzeń, 1825-39 |                           |                        |                   | 232 5          | 23.10.1968 9.02.1979  |             | zdjęcia |
|                          | Zespół kościoła par. - kościół pw. Podwyższenia Krzyża, 1883 - ogrodzenie z 4 kapliczkami i bramami, 2 poł. XIX - plebania, 1908                                  |                           | Bargłów Kościelny      | Bargłów Kościelny | 512            | 1.07.1986             |             |         |
|                          | Cmentarz par. rzym.-kat. „stary”, XIX |                           | Bargłów Kościelny      | Bargłów Kościelny | 482            | 15.05.1986            |             |         |
|                          | Dom nr 6, drewn., 1928 |                           | Krasne                 | Lipsk             | 508            | 27.06.1986            |             |         |
|                          | Dom nr 36, drewn., 1930 |                           | Krasne                 | Lipsk             | 509            | 27.06.1986            |             |         |
|                          | Układ urbanistyczny części miasta, k. XVI |                           | Lipsk                  | Lipsk             | 436            | 28.11.1985            |             |         |
|                          | Kościół par. pw. MB Anielskiej, pocz. XX, 1923 |                           | Lipsk                  | Lipsk             | 656            | 10.03.1989            |             | zdjęcia |
|                          | Cmentarz żydowski, XIX |                           | Lipsk                  | Lipsk             | A-881          | 10.03.1989            |             |         |
|                          | Cerkiew prawosławna, ob. kościół rzym.-kat. par. pw. Przemienienia Pańskiego, 1879-1904                                                                           |                           | Rygałówka              | Lipsk             | A-1058         | 18.09.1996            |             |         |
|                          | Kościół par. pw. MB Anielskiej, drewn., 1922-24 |                           | Monkinie               | Nowinka           | 502            | 20.06.1986            |             | zdjęcia |
|                          | Cmentarz wojenny z I wojny światowej |                           | Macharce               | Płaska            | A-995          | 17.05.1994            |             | zdjęcia |
|                          | Kościół pw. św. Marii Magdaleny, drewn., pocz. XX, dzwonnica, drewn.                                                                                              |                           | Mikaszówka             | Płaska            | 427            | 30.08.1985            |             | zdjęcia |
|                          | Zbiorowa mogiła żołnierzy Wojska Polskiego, 1939 |                           | Płaska                 | Płaska            | A-954          | 30.04.1993            |             |         |
|                          | Kaplica pw. św. Anny, drewn., pocz. XIX |                           | Rudawka                | Płaska            | 470            | 7.10.1986             |             |         |
|                          | Cmentarz rzym.-kat., XIX |                           | Rudawka                | Płaska            | 626            | 10.01.1989            |             |         |
|                          | Cmentarz wojenny z II wojny światowej (jeńców radzieckich) |                           | Rygol                  | Płaska            | A-880          | 22.11.1991            |             |         |
|                          | Zespół dworski, 1 poł. XIX: |                           | Cisów                  | Sztabin           | 29             | 2.05.1979             |             |         |
|                          | Dwór |                           | Cisów                  | Sztabin           | 101 228        | 7.12.1957 24.10.1966  |             |         |
|                          | Oficyna |                           | Cisów                  | Sztabin           | 102 229        | 7.12.1957 24.10.1966  |             |         |
|                          | Park |                           | Cisów                  | Sztabin           | 103            | 7.12.1957             |             |         |
|                          | Kościół pw. św. Mateusza, drewn., 1780, 1849 |                           | Jaminy                 | Sztabin           | 230            | 24.10.1966            |             |         |
|                          | Zespół kościoła par.: - Kościół pw. św. Mateusza, drewn., 1780, 1849 - 2 kaplice, 1881 - Ogrodzenie z bramami, 4 ćw. XIX                                          |                           | Jaminy                 | Sztabin           | 36             | 23.05.1979            |             |         |
|                          | Cmentarz par. rzym.-kat., XIX-XX |                           | Jaminy                 | Sztabin           | A-873          | 18.11.1991            |             |         |
|                          | Plebania, ob. dom nr 16, drewn., 1831 |                           | Jaminy                 | Sztabin           | A-148          | 6.01.2006             |             |         |
|                          | Stodoła plebańska, drewn., 1860 |                           | Jaminy                 | Sztabin           | A-148          | 6.01.2006             |             |         |
|                          | Kościół par. pw. Zwiastowania NMP, 1584-89 |                           | Krasnybór              | Sztabin           | 231 40         | 25.10.1966 24.05.1979 |             | zdjęcia |
|                          | Cmentarz kościelny |                           | Krasnybór              | Sztabin           | 231 40         | 25.10.1966 24.05.1979 |             |         |
|                          | Kaplica cmentarna pw. św. Rocha, XVIII/XIX |                           | Krasnybór              | Sztabin           | 663            | 10.03.1989            |             | zdjęcia |
|                          | Cmentarz par. rzym.-kat., XIX |                           | Krasnybór              | Sztabin           | A-874          | 18.11.1991            |             |         |
|                          | Kościół par. pw. św. Jakuba, 1910 |                           | Sztabin                | Sztabin           | 659            | 10.03.1989            |             |         |